# Miss Universe 1928

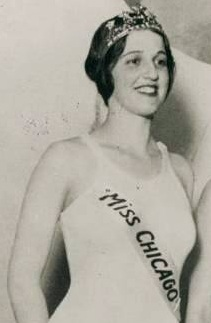
Ella Van Hueson, Miss Chicago und Miss Universe 1928.

Der Schönheitswettbewerb um die Miss Universe 1928 fand unter dem Namen Third International Pageant of Pulchritude and Ninth Annual Bathing Girl Revue am 4. Juni 1928 in Galveston (Texas) statt. Etwa 150.000 Zuschauer sollen sich jährlich die Badeanzug-Parade auf dem Galveston Boulevard angesehen haben.
Es gab 42 Bewerberinnen (32 aus den Vereinigten Staaten und 10 Ausländerinnen). Die ersten zehn Platzierten gewannen Geldpreise und die Siegerin zusätzlich den Titel Miss Universe.

## Ergebnisse
Miss Chicago, Ella Van Hueson, gewann den ersten Platz und den Titel Miss Universe 1928. Ihr Preisgeld betrug 2.000 Dollar.
Die Zweitplatzierte erhielt 1.000 $, die Drittplatzierte 250, und die Inhaberinnen der Plätze vier bis zehn jeweils 100 Dollar.

### Platzierungen
| Platz | Kandidatin         | Kandidatin                      |
| ----- | ------------------ | ------------------------------- |
| 01.   | Miss USA           | Ella Van Hueson ( Miss Chicago) |
| 02.   | Miss Frankreich    | Raymonde Allain                 |
| 03.   | Miss Italien       | Livia Marracci                  |
| 04.   | Miss Colorado      | Mildred Ellene Golden           |
| 05.   | Miss West Virginia | Audrey Reilly                   |
| 06.   | Miss Kanada        | Irene Hill                      |
| 07.   | Miss Luxemburg     | Anna Friedrich                  |
| 08.   | Miss Ohio          | Mary Horlocker                  |
| 09.   | Miss San Antonio   | Anna Debrow                     |
| 10.   | Miss Tulsa         | Helen Paris                     |

## Kandidatinnen
42 junge Frauen nahmen am Wettbewerb 1928 teil. Darunter befanden sich zehn Ausländerinnen, eine Anzahl, die nur 1928 und 1929 zustande kam. 

## Vollständige Teilnehmerliste
| Ausländische Kandidatinnen - Miss Belgien – Anne Koyaert - Miss Deutschland – Hella Hoffmann - Miss Frankreich – Raymonde Allain - Miss Großbritannien – Nonni Shields - Miss Italien – Livia Marracci - Miss Kanada – Irene Hill - Miss Kuba – Nila Garrido - Miss Luxemburg – Anna Friedrich - Miss Mexiko – Maria Teresa de Landa - Miss Spanien – Águeda Adorna | USA, Staaten oder Regionen - Miss Colorado – Mildred Ellene Golden - Miss Connecticut – Mary Deano - Miss Indiana – Betty Dumpres - Miss Iowa – Ethel Mae Frette - Miss Kalifornien – Geraldine Grismley - Miss Kentucky – Vergie H. Hendricks - Miss Louisiana – Evelyn Smith - Miss Minnesota – Delores Davitt - Miss Mississippi – Louise Fayard - Miss Missouri – Margaret Woods - Miss Nebraska – Bernice Graf - Miss New Jersey – Elizabeth K. Smith - Miss New York – Winnifred Watson - Miss Ohio – Mary Horlocker - Miss Pennsylvania – Anna Dublin - Miss Utah – Eldora Pence - Miss West Virginia – Audrey Reilley - Miss Wisconsin – Betty Porter | USA, Städte - Miss Austin – Irene Wilson - Miss Biloxi – Fleeta Doyle - Miss Chicago – Ella Van Hueson - Miss Dallas – Hazel Peck - Miss Fort Worth – Cleo Belle Marshall - Miss Greater New York – Isabel Waldner - Miss Houston – Katherine Miller - Miss Little Rock – Frances Mccroskey - Miss Milwaukee – ? - Miss New Orleans – Georgia Payne - Miss Oklahoma City – Mary Kate Drew - Miss San Antonio – Anna Debrow - Miss St. Louis – Eunice Gerling - Miss Tulsa – Helen Paris |